# Andırın
Andırın là một huyện thuộc tỉnh Kahramanmaraş, Thổ Nhĩ Kỳ. Huyện có diện tích 1191 km² và dân số thời điểm năm 2007 là 40915 người, mật độ 34 người/km².